# Pearyho země

Mapa Pearyho země

Pearyho země (Peary Land) je poloostrov na severu dánského autonomního území Grónsko. Má rozlohu okolo 57 000 km², od zbytku ostrova jej odděluje dvojice dlouhých úzkých zálivů: Victoria Fjord na západě a fjord Nezávislosti (Independence Fjord) na východě (podle geologických výzkumů byla Pearyho země původně samostatným ostrovem). Severní pobřeží Pearyho země omývá Lincolnovo moře a Wandelovo moře (případně někdy samostatně vyčleňované McKinleyovo moře). Mys Morris Jesup je nejsevernějším bodem Grónska a kromě ostrovů Kaffeklubben a Oodaaq nejsevernější pevninou na celé zeměkouli. Poloostrov má velmi členité pobřeží a hornaté vnitrozemí, nejvyšší bod Mara Mountain dosahuje 1 155 m n. m. Nezasahuje sem Grónský ledovec, takže permanentně zaledněny jsou jen vrcholky hor; faunu tvoří pižmoň severní, liška polární a medvěd lední. Stálé lidské osídlení schází, byly zde však nalezeny pozůstatky paleoeskymáckých kultur, existujících již ve 3. tisíciletí př. n. l. Oblast je pojmenována podle amerického polárníka Roberta Pearyho, který ji objevil v roce 1892 a v roce 1900 prozkoumal její pobřeží. Vnitrozemí navštívila až dánsko-švýcarská expedice v roce 1953, která také zřídila výzkumnou stanici Brønlundhus, opuštěnou a zakonzervovanou v sedmdesátých letech. Administrativně je celý poloostrov součástí Národního parku Severovýchodní Grónsko.